# Zamenga Batukezanga
Zamenga Batukezanga est un écrivain et philanthrope congolais, né le 20 février 1933 et mort le 2 juin 2000 à Kinshasa.

## Biographie
Zamenga Batukezanga est né le 20 février 1933 à Nkobo-Luozi dans la province du Bas-Congo (République démocratique du Congo). Dans les années 1950, il fait ses études supérieures à Mangembo puis en 1960, une bourse d’études lui permet d’étudier à l’Institut supérieures des sciences sociales appliquées à Mons et à l'Université libre de Bruxelles, en Belgique. Il fait une spécialisation à Manchester et en Afrique de l'Ouest. De retour au Congo en 1965, il s’occupe d’abord des homes pour étudiants à l'Université de Kinshasa puis est nommé directeur des œuvres sociales estudiantines. En 1974, il rentre chez General Motors Zaïre comme cadre chargé des affaires sociales et relations extérieures. En 1977, il quitte General Motors et ouvre un centre pour la rééducation des jeunes handicapés physiques (Kikesa) qu’il dirigera jusqu’en 1981. Il est nommé en 1984, directeur général de la Société nationale des éditeurs, compositeurs et auteurs (SONECA).
Vers la fin des années 1980, il décide de tout quitter. Il refuse un poste à l’Unesco en 1986 pour se consacrer entièrement à l’écriture et aux œuvres philanthropiques. Il passe les dernières années de sa vie dans sa région natale, au service des plus démunis. Il meurt le 2 juin 2000 à Kinshasa

## Œuvres littéraires
- 1971: Les Hauts et les Bas, éditions Saint Paul, Kinshasa, récit, 60 pages [2].
- 1971: Souvenir du village, éditions Okapi, Kinshasa, récit, 91 pages.
- 1973: Bandoki, éditions Saint Paul Afrique, Kinshasa, nouvelles, 87 pages.
- 1974: Carte postale, éditions Basenzi, Kinshasa, récit, 136 pages.
- 1974: Terre des ancêtres, éditions Basenzi, Kinshasa, récit, 125 pages.
- 1975: Village qui disparaît dans les promesses, éditions Presses Africaines, Kinshasa.
- 1975: Sept frères et une sœur, éditions Basenzi, Kinshasa, récit.
- 1979: Mille Kilomètres à pied, éditions Saint Paul Afrique, Kinshasa, récit, 102 pages.
- 1979: Les Îles Soyo, éditions Zabat, Kinshasa, récit.
- 1980: Lettre d’Amérique, éditions Saint Paul Afrique, Kinshasa, récit.
- 1982: Un Croco à Luozi, éditions Saint Paul Afrique, Kinshasa, Conte.
- 1983: Chérie Basso, éditions Saint Paul Afrique, Kinshasa, récit.
- 1984: Le Réfugié, éditions Edicva, Kinshasa, récit.
- 1985: Psaumes sur le fleuve Zaïre, éditions Zabat, Kinshasa, poème.
- 1985: Luozi 30 ans après, éditions Zabat, Kinshasa, récit.
- 1986: Mon mari en grève, éditions Zabat, Kinshasa, récit.
- 1987: Le Mariage des singes à Yambi, éditions Zabat, Kinshasa, récit.
- 1988: Un Blanc en Afrique, éditions Zabat, Kinshasa, roman.
- 1988: Un villageois à Kinshasa, éditions Zabat, Kinshasa, roman.
- 1989: La pierre qui saigne, éditions Saint Paul Afrique, Kinshasa, récit.
- 1989: Pour une démystification: la littérature en Afrique, éditions Zabat, Kinshasa, essai.
- 1990: Un boy à Pretoria, éditions Saint Paul Afrique, roman
- 1992: Laveur des Cadavres, éditions Zabat, roman
- 1992: Le Trafiquant, éditions Zabat, roman
- 1995: Belle est aussi ma peau, Kinshasa, OMS, 1995.
- 1996: Ce qui bloque le développement de l'Afrique, éditions Saint Paul Afrique, roman, 205 pages.
- 2005: Pour un cheveu blanc, œuvre posthume, éditions Zabat, Kinshasa, 127 pages, roman
- 2005: La Mercédès qui saute le trou, œuvre posthume, éditions Zabat, Kinshasa
- 2006: Le Chemin interdit
- 2007: Nkenge la divorcée
- 2008: Le Crâne de maman

## Récompenses
- 1985 : Grand prix du 20e anniversaire de la 2e République du Zaïre pour l'ensemble de son œuvre littéraire.

### Ouvrages consacrés à l’œuvre de l'auteur
- Marie-Catherine Mata Masala, Anatomie d'un succès populaire : Zamenga Batukezanga et son œuvre, Université Sorbonne Nouvelle, Paris, 1993, 4 vol. (thèse de Littérature générale et comparée)
- Phambu Ngoma-Binda, Zamenga Batukezanga : Vie et Œuvre, Éditions Saint Paul Afrique, 1990, 80 p.
- (en) Wyatt Mc Gaffey, « Zamenga of Zaire: Novelist, Historian, Sociologist, Philosopher and Moralist », in Research in African Literatures, vol. 13, no 2 (Summer, 1982), p. 208-215
- Prix Zamenga